# Ivo Pulga
Ivo Pulga (Modena, 20 giugno 1964) è un ex calciatore e allenatore di calcio italiano, di ruolo centrocampista.

## Caratteristiche tecniche
Mediano non dotato di grandissima tecnica o doti fisiche, amato dai tifosi soprattutto per il cuore e la grinta che metteva in campo.

## Carriera

### Giocatore
Nasce calcisticamente nel Carpi dove milita tre stagioni in Serie D inframmezzate da una senza presenze al Bologna; con i biancorossi segna 11 reti in 3 campionati dal 1980 al 1984.
Nella stagione 1984-1985 va al Modena in C1 e segna 2 reti. Notato da Gigi Riva durante una tournée del Cagliari Calcio in Emilia-Romagna, Ivo Pulga approda nella stagione successiva in Sardegna, dove rimarrà per sei anni, retrocedendo in Serie C1 nella stagione 1986-1987. Ottiene una doppia promozione dalla C1 alla Serie A nel 1989 e nel 1990, e segnando 6 reti. Uno di questi goal nella stagione 1988-1989 nella partita Cagliari-Ischia (1-0) ha sancito la matematica promozione dei sardi in B. 
Dopo il periodo al Cagliari gioca per 2 stagioni a Parma in Serie A. Con i ducali vince Coppa Italia e Coppa delle Coppe. In seguito si trasferisce un anno a Vicenza in B dove sia coi ducali che con i berici non segna alcun gol.
Ritorna a Carpi nella stagione 1994-1995 in Serie C1, chiudendo la sua carriera con la retrocessione del Carpi nel 1998-1999, e dopo aver perso uno spareggio per la promozione in serie B. In questa sua nuova avventura in Emilia segna 3 reti, nelle stagioni in cui fa meno presenze.
In carriera ha totalizzato complessivamente 57 presenze in Serie A e 100 presenze e 2 reti in Serie B.

### Allenatore

#### Modena
È passato all'attività di allenatore nel settore giovanile del Modena, guidando Allievi Nazionali, e precedentemente la Primavera. 
Successivamente diviene vice allenatore della prima squadra, aiutando l'allenatore Agatino Cuttone.

#### Cagliari
Il 2 ottobre 2012 subentra a Massimo Ficcadenti sulla panchina del Cagliari con Diego López come vice. Esordisce con una vittoria in trasferta nella partita Torino-Cagliari (0-1), valida per la settima giornata della Serie A 2012-2013, cui seguono altre tre vittorie per una serie di 4 consecutive. Nelle successive 8 partite ottiene solo 2 punti; in seguito a un positivo girone di ritorno, conquista la salvezza con 6 turni di anticipo sulla fine del campionato, ottenendo 45 punti in 32 partite che equivale a una media a partita di 1,4 punti.
Il 12 maggio prende parte ai festeggiamenti del ventennale della conquista della Coppa delle Coppe 1993, primo successo europeo del Parma, insieme ad altre vecchie glorie dei ducali.
Nella stagione 2013-2014 torna a sedersi sulla panchina del Cagliari come vice di Diego López promosso allenatore. Il 18 febbraio 2014 viene sollevato dall'incarico. Il 7 aprile viene richiamato per allenare il Cagliari in sostituzione dello stesso López. Porta alla salvezza ottenendo 7 punti nelle ultime 6 partite.

#### Brescia
Il 29 aprile 2018 viene chiamato dall'ex presidente rossoblù Massimo Cellino alla guida del Brescia, in Serie B, andando a sostituire nelle ultime 4 giornate Roberto Boscaglia e con la squadra posizionata al tredicesimo posto in classifica a quota 46 punti. Con lui la squadra ottiene 2 punti in 4 gare, scendendo di 3 posti in classifica e salvandosi all'ultima giornata dopo lo 0-0 contro l'Ascoli.

### Apollōn Smyrnīs
Il 24 settembre 2021 diventa vice allenatore di Gianluca Festa all'Apollōn Smyrnīs.

## Statistiche

### Statistiche da allenatore
Statistiche aggiornate al 18 maggio 2018.
| Stagione        | Squadra         | Campionato      | Campionato | Campionato | Campionato | Campionato | Coppe nazionali | Coppe nazionali | Coppe nazionali | Coppe nazionali | Coppe nazionali | Altre coppe | Altre coppe | Altre coppe | Altre coppe | Altre coppe | Totale | Totale | Totale | Totale | % Vittorie | Piazzamento     |
| Stagione        | Squadra         | Comp            | G          | V          | N          | P          | Comp            | G               | V               | N               | P               | Comp        | G           | V           | N           | P           | G      | V      | N      | P      | %          | Piazzamento     |
| --------------- | --------------- | --------------- | ---------- | ---------- | ---------- | ---------- | --------------- | --------------- | --------------- | --------------- | --------------- | ----------- | ----------- | ----------- | ----------- | ----------- | ------ | ------ | ------ | ------ | ---------- | --------------- |
| 2012-2013       | Cagliari        | A               | 32         | 12         | 9          | 11         | CI              | 2               | 1               | 0               | 1               | -           | -           | -           | -           | -           | 34     | 13     | 9      | 12     | 38,24      | Subentrato, 11º |
| 2013-2014       | Cagliari        | A               | 6          | 2          | 1          | 3          | CI              | -               | -               | -               | -               | -           | -           | -           | -           | -           | 6      | 2      | 2      | 2      | 33,33      | Subentrato, 15º |
| Totale Cagliari | Totale Cagliari | Totale Cagliari | 38         | 14         | 10         | 14         |                 | 2               | 1               | 0               | 1               |             | -           | -           | -           | -           | 40     | 15     | 11     | 14     | 37,50      |                 |
| 2017-2018       | Brescia         | B               | 4          | 0          | 2          | 2          | CI              | -               | -               | -               | -               | -           | -           | -           | -           | -           | 4      | 0      | 2      | 2      | &0,00      | Subentrato, 16º |
| Totale carriera | Totale carriera | Totale carriera | 42         | 14         | 12         | 16         |                 | 2               | 1               | 0               | 1               |             | -           | -           | -           | -           | 44     | 15     | 13     | 16     | 34,09      |                 |

## Palmarès

### Giocatore

#### Competizioni nazionali
- Campionato italiano Serie C1: 1

Cagliari: 1988-1989 (girone B)
- Coppa Italia Serie C: 1

Cagliari: 1988-1989
- Coppa Italia: 1

Parma: 1991-1992

#### Competizioni internazionali
- Coppa delle Coppe: 1

Parma: 1992-1993